# Албін Пелак
Албін Пелак (босн. Albin Pelak, нар. 9 квітня 1981, Нові Пазар) — боснійський футболіст, що грав на позиції півзахисника.
Виступав, зокрема, за клуби «Сараєво» та «Желєзнічар», а також національну збірну Боснії і Герцеговини.

## Клубна кар'єра
Народився 9 квітня 1981 року в місті Нові Пазар. Вихованець футбольної школи клубу «Сараєво». Дорослу футбольну кар'єру розпочав 1999 року в основній команді того ж клубу, в якій провів три сезони, взявши участь у 67 матчах чемпіонату. Більшість часу, проведеного у складі «Сараєва», був основним гравцем команди і у сезоні 2001/02 виграв з командою національний кубок. 2003 року недовго пограв за японський клуб «Сересо Осака» та хорватське «Динамо» (Загреб), після чого повернувся в «Сараєво», вигравши ще один Кубок Боснії і Герцеговини у 2005 році.
У 2006—2007 роках виступав за «Желєзнічар», після чого у 2007 році півзахисник уклав контракт з російською командою Першого дивізіону «Зірка» (Іркутськ). За неї Пелак провів 6 ігор.
Згодом Пелак повернувся в «Желєзнічар». Цього разу відіграв за команду із Сараєва наступні два сезони своєї ігрової кар'єри.
Завершив професійну ігрову кар'єру у клубі «Олімпік» (Сараєво), за команду якого виступав протягом сезону 2009/10 років.

## Виступи за збірну
31 серпня 2002 року дебютував в офіційних матчах у складі національної збірної Боснії і Герцеговини в товариській зустрічі з Югославією, проте пробитись до збірної не зумів. Другий і останній матч за збірну провів у 2005 році проти Сан-Марино у відборі на чемпіонат світу 2006 року, після чого за збірну більше не грав.
| Дата      | Місто   | Господарі            | Результат | Гості      | Турнір            | Голи | Примітки |
| --------- | ------- | -------------------- | --------- | ---------- | ----------------- | ---- | -------- |
| 31-8-2002 | Сараєво | Боснія і Герцеговина | 0 – 2     | Югославія  | товариський матч  | -    | 86'      |
| 8-10-2005 | Зениця  | Боснія і Герцеговина | 3 – 0     | Сан-Марино | Відбір до ЧС 2006 | -    | 81'      |
| Усього    |         | Матчів               | 2         |            | Голів             | 0    |          |